# Lil Uzi Vert
Symere Bysil Woods (nascido em Francisville, Filadélfia, Pensilvânia, Estados Unidos, em 31 de julho de 1995), mais conhecido pelo nome artístico Lil Uzi Vert, é um rapper, cantor e compositor norte-americano. Caracterizado por suas tatuagens faciais, piercings faciais, penteados excêntricos e moda andrógina, sua música é definida por temas frequentemente sombrios e imagens de construídas em uma abordagem emo melódica para Trap. Nascido e criado na Filadélfia, Lil Uzi ganhou reconhecimento inicial após o lançamento da mixtape comercial Luv Is Rage (2015), que o levou a um contrato de gravação com a Atlantic Records, com quem assinou sob o selo do DJ Drama Generation Now.
Lil Uzi Vert atraiu a atenção do mainstream após o lançamento de seu single de estreia "Money Longer" em 2016. A música seria o primeiro single da mixtape Lil Uzi Vert vs. the World (2016), que também continha a música "You Was Right". Depois de lançar duas mixtapes adicionais em 2016 e 2017, incluindo uma em colaboração com Gucci Mane, Lil Uzi Vert foi destaque no single "Bad and Boujee" de Migos, líder das paradas da Billboard Hot 100. Mais tarde, ele garantiu seu primeiro single top 10 com "XO Tour Llif3", que ganhou o MTV Video Music Award por Song of Summer.
"XO Tour Llif3" foi o single principal do álbum de estúdio de estreia de Lil Uzi Vert, Luv Is Rage 2 (2017), que estreou como número 1 na Billboard 200 e foi certificado como  platina duplo pela Recording Industry Association of America (RIAA). No Grammy Awards de 2018, Lil Uzi Vert foi indicado para Melhor Artista Revelação. Seu segundo álbum de estúdio, Eternal Atake (2020), estava entre os álbuns mais esperados do hip hop e alcançou a posição número 1 na Billboard 200.
Em fevereiro de 2021, Lil Uzi Vert revelou que ele implantou um diamante rosa de 10 quilates na sua testa. O diamante, do qual ele adquiriu da joalheria Elliot Eliantte, foi avaliada em 24 milhões de dólares. Ele ainda afirmou que tem medo de morrer se precisar retirar o diamante.

## Início da vida
Symere Woods nasceu em 31 de julho de 1995, no bairro de Francisville, no norte da Filadélfia. Ele cresceu ouvindo Mike Jones e Ying Yang Twins. Mais tarde começou a ouvir Wiz Khalifa e Meek Mill, que influenciaram seu estilo futuro. Ele também começou a ouvir Marilyn Manson, Paramore, Smash Mouth, The Rocket Summer, Simian, My Chemical Romance e The All-American Rejects quando tinha 13 anos de idade.
Ele abandonou a escola e logo começou a trabalhar em uma loja de departamento, mas desistiu depois de quatro dias e foi expulso de casa por sua mãe. A situação o levou a fazer sua primeira tatuagem no rosto, a palavra "Faith (fé)" sob a linha do cabelo, o que o provocou a levar sua carreira no rap a sério.
Em julho de 2021, revelou em um tweet que sua certidão de nascimento mostra que ele nasceu em 1995, depois de acreditar erroneamente que nasceu um ano antes.

## Carreira

### 2010–2015: Início da carreira
Woods começou a fazer rap em 2010 depois de ouvir o colega William Alston fazer freestyle sobre um instrumental remake de Chris Brown. Woods se referiu a si mesmo naquele momento de sua vida como um "garoto normal, eu realmente não queria fazer rap". Woods, Aston e outro amigo criaram o grupo musical Steaktown e no que ele dizia ser "apenas por dinheiro" sob o nome de "Sealab Vertical". Mais tarde, ele mudou esse nome para Lil Uzi Vert inspirado pela maneira como alguém descreveu seu "flow" de rap como "Rápido, como uma metralhadora". O primeiro projeto de Woods, um EP intitulado Purple Thoughtz Vol.1 foi lançado em 19 de janeiro de 2014. O projeto, foi descrito como "phonk" pela The Guardian pois contia batidas de cloud rap e a produção psicodélica foi lançado com o single "White Shit", que incluiu um vídeo. A faixa, que foi produzida pela Spaceghostpurrp, tornou-se viral em 2017 dentro do meio do hip-hop após a entrada de Wood no mainstream. Logo após o lançamento de Purple Thoughtz Vol.1, Woods chamou a atenção dos grandes da indústria, como a ASAP Mob coletivo formado pelos notórios A$AP Rocky e A$AP Ferg.
O projeto e as colaborações seguintes chamaram a atenção do produtor e A&R da Def Jam Don Cannon depois que o DJ Diamond Kuts tocou uma de suas músicas em uma estação de rádio local, que assinou com ele sob selo The Academy e produziu sua primeira mixtape, The Real Uzi, que foi lançada em 5 de agosto, 2014. Após o lançamento de The Real Uzi, Woods assinou um contrato com a Atlantic Records através do DJ Drama, Don Cannon e do selo de Leighton Morrison, Generation Now.
Após sua assinatura com a Atlantic Records, Woods colaborou com Rich the Kid e ASAP Ferg no single "WDYW" do DJ Carnage. Ele também lançou várias músicas no SoundCloud, incluindo o Metro Boomin produziu "No Wait" e "Pressure", que é uma colaboração com Lil Durk e Dej Loaf. Ele participou da turnê "Boys of Zummer" de Fall Out Boy e Wiz Khalifa em agosto de 2015. Woods lançou sua segunda mixtape, Luv Is Rage em 30 de outubro de 2015. O projeto, conta com a participações dos rappers Wiz Khalifa e Young Thug, foi recebido positivamente e foi destaque em vários sites renomados de música, como The Fader, XXL e Vibe.

### 2016: Reconhecimento

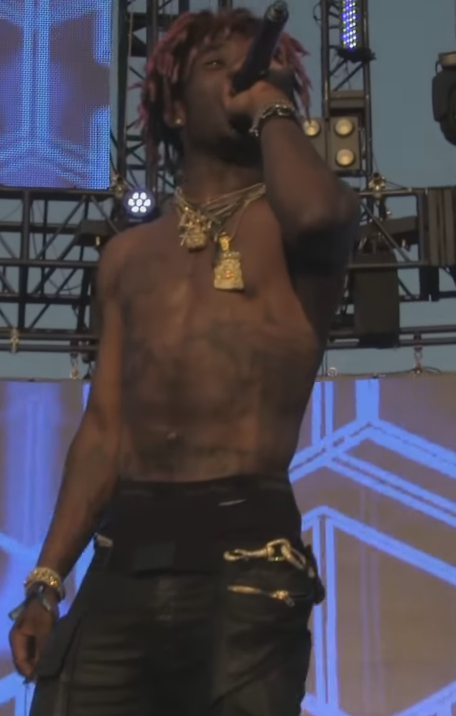
Lil Uzi Vert se apresentando no festival de música Hard, 31 de julho de 2016

Em janeiro de 2016, Woods apareceu em um show da ASAP Mob em Nova York para homenagear o falecido ASAP Yams, e em fevereiro, lançou o single "Money Longer" em seu SoundCloud após estreiar nas rádios Shade 45. Em 15 de abril de 2016, Woods lançou sua terceira mixtape e primeira mixtape comercial Lil Uzi Vert vs. the World. A mixtape estreou no número 37 na Billboard 200, tornando-se a primeira entrada de Woods nas paradas. O projeto passou 55 semanas na parada de álbuns da Billboard 200, eventualmente foi certificado ouro. Woods e Kodak Black embarcaram em uma turnê conjunta em maio de 2016, intitulada "Parental Advisory".
Em junho de 2016, Lil Uzi Vert apareceu na revista XXL como parte da Freshman Class (turma de calouros) de 2016. Como parte dessa aparição, Woods participou de um freestyle com um grupo de rappers underground na lado, como Denzel Curry, Lil Yachty, 21 Savage e Kodak Black. Aproveitando a onda de reconhecimento que a lista XXL Freshman lhe deu, Woods lançou o vídeo de "Money Longer". O single estreou na Billboard Hot 100 na semana seguinte no número 92, sua primeira entrada na parada. A canção mais tarde atingiu o número 54 e é atualmente certificado platina dupla nos Estados Unidos. Outro single de Lil Uzi Vert vs. the World, produzido por Metro Boomin "You Was Right", tornou-se a segunda entrada de Woods na parada, estreando no número 89 e chegando ao número 40.
Em 12 de julho de 2016, Woods anunciou sua quarta mixtape, The Perfect LUV Tape, que foi lançada em 31 de julho, no seu aniversário de 22 anos. A mixtape apresentou os singles "Seven Million", com Future, e "Erase Your Social". A mixtape estreou no número 55 na parada de álbuns Billboard 200 e é certificado ouro pela RIAA. Em outubro de 2016, Woods foi anunciado como um artista especial na turnê do cantor canadense The Weeknd.
Woods anunciou uma mixtape de colaboração com Gucci Mane, 1017 vs. the World, que foi lançada em 23 de novembro de 2016. Quatro dias depois, Woods anunciou Luv Is Rage 2 que eventualmente passou por uma série de atrasos.

### 2017:Luv Is Rage 2
Uzi participou do single "Bad and Boujee", do trio de hip-hop Migos. O single foi lançado em 28 de outubro de 2016 e faz parte do segundo álbum de estúdio do trio, Culture (2017). Em janeiro de 2017, na época em que o álbum foi lançado, o single chegou ao topo da Billboard Hot 100, tornando-se o primeiro single número 1 de Uzi como artista principal ou em colaboração, e seu single de maior sucesso no geral. Em 27 de fevereiro de 2017, lançou o EP Luv Is Rage 1.5 enquanto estava em turnê com The Weeknd. O EP foi recebido positivamente por sua natureza "nerd", com instrumentais temáticos de Kingdom Hearts e letras referentes a anime, Steven Universe e hentai. O EP também foi creditado como o início de sua ligação com o conceito "emo rapper" devido às letras de decepções amoras e referências a ameaças de suicídio e depressão na faixa de destaque "XO Tour Llif3". A popularidade significativa de "XO Tour Llif3" no SoundCloud fez Uzi tocá-la ao vivo na parte europeia da turnê de The Weeknd e foi posteriormente lançado como um single oficial. Em 4 de abril de 2017, "XO Tour Llif3" estreou na Billboard Hot 100 no número 49 e chegou ao número sete, tornando-se a música mais bem sucedida do rapper, sendo certificada seis vezes platina em agosto de 2018. Luv Is Rage 2 foi que iria ser lançado em 2 de abril de 2017 acabou sendo adiado, com Uzi culpando o DJ Drama. Em 9 de abril, Don Cannon confirmou que o projeto não seria lançado "tão cedo", mas confirmou que "XO Tour Llif3" apareceria no álbum. Uzi foi participou do single "Wokeuplikethis" do rapper Playboi Carti. Foi lançado em 7 de abril de 2017 e faz parte da mixtape comercial de estreia de Carti, Playboi Carti (2017). O single foi apresentado pela dupla no Coachella 2017.
Uzi foi participou do single "Raf" da ASAP Mob ao lado de ASAP Rocky, Playboi Carti, Quavo e Frank Ocean. O single foi lançado de surpresa em 15 de maio de 2017 e faz parte do segundo álbum de estúdio do coletivo, Cozy Tapes Vol.2. Em 24 de agosto de 2017, Luv Is Rage 2 foi anunciado para um lançamento surpresa à meia-noite e em 25 de agosto, Lil Uzi Vert lançou o álbum que incluía o single, "XO Tour Llif3" como o single principal. "Wokeuplikethis" acabou sendo disco de platina e alcançou a posição 76 na Billboard Hot 100.
O álbum estreou em primeiro lugar na parada de álbuns da Billboard 200, com 135.000 unidades equivalentes a álbuns e desde então foi certificado como platina. Dez faixas do álbum estrearam na Billboard Hot 100, com duas, "The Way Life Goes", com Oh Wonder, e "Sauce It Up" tornando-se singles. Durante a apresentação do cantor britânico Ed Sheeran no MTV Video Music Awards, Uzi e Sheeran realizaram um medley de "XO Tour Llif3" e "Shape Of You".
Em 4 de dezembro de 2017, o videoclipe de "The Way Life Goes" foi lançado com um remix, com a participação da rapper Nicki Minaj. A canção posteriormente alcançou o número 24 na Billboard Hot 100. Uzi se apresentou no The Late Show with Stephen Colbert cantando "The Way Life Goes" em 6 de fevereiro de 2018, e mais tarde foi colaborou com Kanye West na música de Travis Scott, "Watch", que foi lançada em 3 de maio de 2018. "Watch" estreou no número 16 na Billboard Hot 100. Dois meses depois de "Watch", a colaboração de Uzi com Juice Wrld na faixa "Wasted" foi lançada em 10 de julho de 2018.

## Estilo musical
Estilo de rap de Lil Uzi Vert tem sido comparado a música rock, bem como a ser rotulados com o termo Emo rap. Ele também foi descrito como um rapper lo-fi e comparado ao rapper Lil Wayne.

### Influências
Lil Uzi Vert chama Marilyn Manson de "sua maior inspiração". Ele também é fã da banda Paramore, citando especificamente a vocalista Hayley Williams como uma influência.  Em uma entrevista ao Complex , Lil Uzi Vert citou ASAP Rocky, Pharrell Williams, Kanye West, Simple Plan, Young Thug como influências.

## Discografia
Álbuns de estúdio
- Luv Is Rage 2 (2017)
- Eternal Atake (2020)
- Pink Tape (2023)
- Eternal Atake 2 (2024)

Álbuns Deluxe
- Lil Uzi Vert vs. the World 2 (2020)

Mixtapes
- The Real Uzi (2014)
- Luv Is Rage (2015)
- Lil Uzi Vert vs. the World (2016)
- The Perfect LUV Tape (2016)

Projetos de Colaboração
- 1017 vs. The World (com Gucci Mane) (2016)
- Pluto x Baby Pluto (com Future) (2020)